# Antigua Casa Figueras

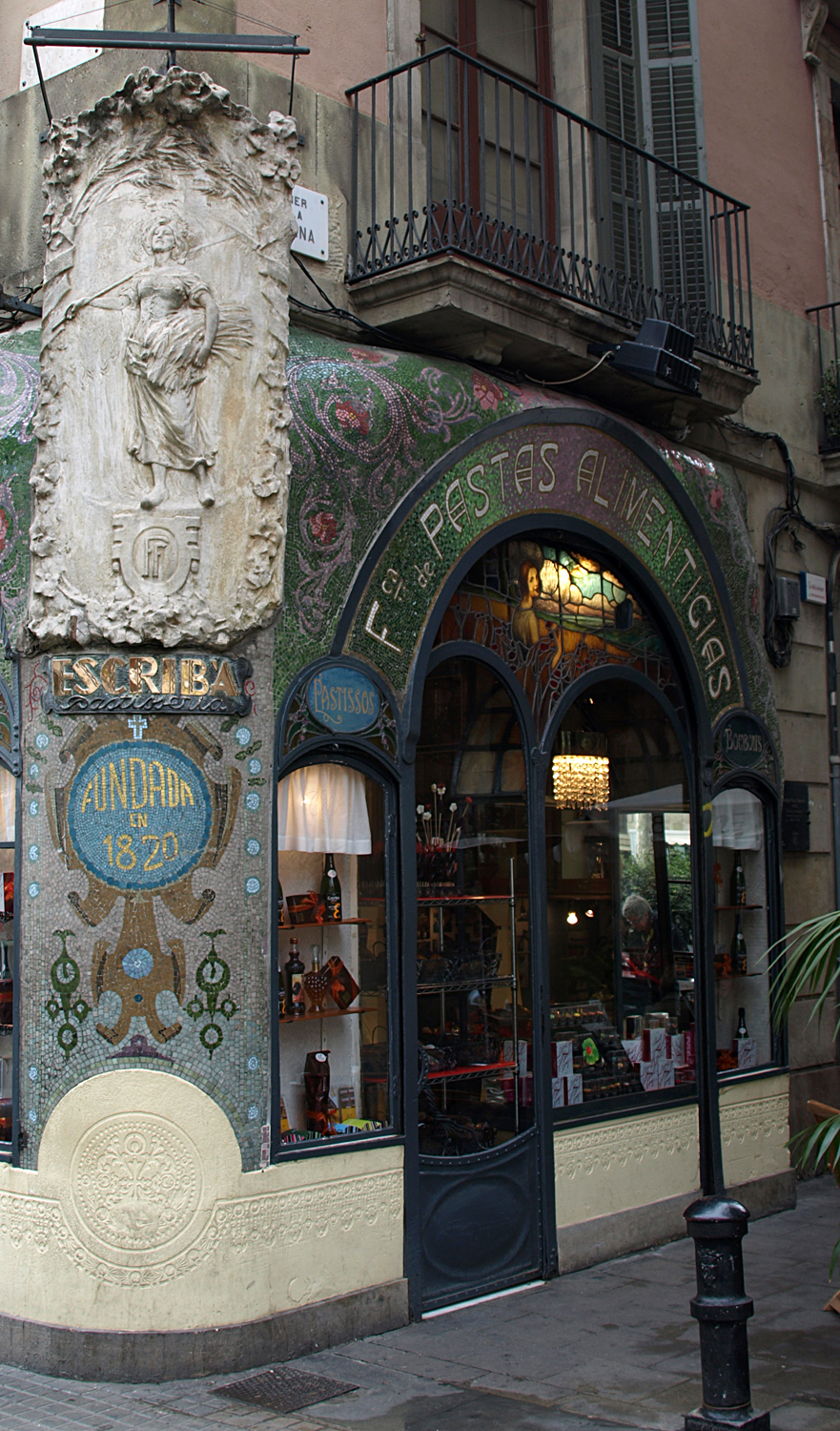
Vista lateral de la fachada.

La Antigua Casa Figueras es un establecimiento con decoración modernista situado en la Rambla de Barcelona, mencionado en Homage to Barcelona, de Colm Toibin.
Se trata de una antigua fábrica de pasta que fue decorada en 1902 por el pintor y escenógrafo Antoni Ros i Güell. Para realizar el trabajo, Ros reunió un equipo de artistas especializados en la realización de vidrieras, el trabajo de la madera o la escultura. La principal característica en la decoración de la fachada son los múltiples mosaicos policromados realizados con la técnica del trencadís obra de Mario Maragliano. En las vidrieras, realizadas en el taller Rigalt y Granell, abundan las figuras simbólicas femeninas. En la esquina puede verse un relieve realizado por el escultor Lambert Escaler que representa a una mujer cosechando trigo, homenaje a la actividad que se realizaba en la vieja fábrica. También son de destacar los elementos realizados en hierro forjado que decoran y enmarcan las puertas; estas últimas tienen una peculiar forma de arco. 
En 1986 la familia Escribà, saga de pasteleros de gran tradición en la Ciudad Condal, convirtió el establecimiento en una pastelería